# Eupithecia chlorophora
Eupithecia chlorophora là một loài bướm đêm trong họ Geometridae.